# 全日本学生軟式野球選手権大会
全日本学生軟式野球選手権大会（ぜんにほんがくせいなんしきやきゅうせんしゅけんたいかい）は、全日本学生軟式野球連盟が主催する大学生による軟式野球チームによる全国大会。参加各連盟の持ち回り主管で行われる。

## 概要
主催の全日本学生軟式野球連盟が全日本学生軟式野球連盟と全日本大学軟式野球連盟に分裂したことで、大学軟式野球選手権大会も同様に分裂（1993年の第16回大会から全日本大学軟式野球選手権大会が開始）したが、分裂前の歴代大会は、双方の連盟で共有することになっている。現在東京六大学、関西六大学「関関同立など」、古豪日体大等の強豪校は参加していない。

## 歴代優勝・準優勝校

### 優勝回数上位校
最多優勝は、文教大学の7回である。次いで神奈川大学の6回である。
※大会の分裂前の記録も継承した為現在同連盟に所属しない上位校の大学も明記した。加盟連盟や加盟校についてはそれぞれの連盟の記事を参照の事。

### 年度別
- 1978年 第1回 優勝：國學院大學(東都)
- 1979年 第2回 優勝：関西学院大学(関西六)
- 1980年 第3回 優勝：京都産業大学(近畿)
- 1981年 第4回 優勝：関西学院大学(関西六)
- 1982年 第5回 優勝：文教大学(東都)
- 1983年 第6回 優勝：文教大学(東都)
- 1984年 第7回 優勝：日本体育大学(東都)
- 1985年 第8回 優勝：日本体育大学(東都)
- 1986年 第9回 優勝：京都産業大学(近畿)
- 1987年 第10回 優勝：早稲田大学(東京六)
- 1988年 第11回 優勝：関西大学(関西六)
- 1989年 第12回 優勝：日本体育大学(東都)
- 1990年 第13回 優勝：大東文化大学(首都)
- 1991年 第14回 優勝：慶應義塾大学(東京六)
- 1992年 第15回 優勝：東海大学(南関東)
- 1993年 第16回 優勝：日本体育大学(東都) 　準優勝：慶応義塾大学(東京六) ※分裂開催開始
- 1994年 第17回 優勝：國學院大學(東都) 　準優勝：明治学院大学(東都)
- 1995年 第18回 優勝：九州工業大学(九州) 　準優勝：愛知学泉大学(中部)
- 1996年 第19回 優勝：神奈川大学(東都) 　準優勝：広島工業大学(広島六)
- 1997年 第20回 優勝：東亜大学(西日本) 　準優勝：広島国際学院大学(広島六)
- 1998年 第21回 優勝：文教大学(東都) 　準優勝：神奈川大学(東都)
- 1999年 第22回 優勝：神奈川大学(東都) 　準優勝：中央大学(東都)
- 2000年 第23回 優勝：東亜大学(西日本) 　準優勝：神奈川大学(東都)
- 2001年 第24回 優勝：神奈川大学(東都) 　準優勝：文教大学(東都)
- 2002年 第25回 優勝：神奈川大学(東都) 　準優勝：福山大学(西日本)
- 2003年 第26回 優勝：東亜大学(西日本)
- 2004年 第27回 優勝：東亜大学(西日本)
- 2005年 第28回 優勝：広島国際学院大学(広島六)
- 2006年 第29回 優勝：文教大学(東都) 準
- 2007年 第30回 優勝：国際医療福祉大学(九州)
- 2008年 第31回 優勝：山口大学(西日本)
- 2009年 第32回 優勝：松山大学(西日本)
- 2010年 第33回 優勝：川崎医療福祉大学(西日本)
- 2011年 第34回 優勝：愛知東邦大学(中部)
- 2012年 第35回 優勝：中央大学(東都)
- 2013年 第36回 優勝：神奈川大学(東都)
- 2014年 第37回 優勝：神奈川大学(東都)
- 2015年 第38回 優勝：文教大学(東都)
- 2016年 第39回 優勝：中央大学(東都)
- 2017年 第40回 優勝：文教大学(東都)
- 2018年 第41回 優勝：文教大学(東都)
- 2019年 第42回 優勝：中央大学(東都)